# Milan Šenoa
Milan Šenoa (Zagreb, 2. srpnja 1869. – Zagreb, 16. studenoga 1961.), hrvatski zemljopisac, književnik i putopisac.

## Životopis
Milan Šenoa rodio se u Zagrebu 1869. godine. Sin je hrvatskog književnika Augusta i Slave rođene Ištvanić. Osnovno školovanje i Klasičnu gimnaziju (maturirao je 1887. godine) završava u Zagrebu. Diplomirao je na Filozofskom fakultetu u Zagrebu 1892. a doktorirao 1895. godine. Bio je profesor geografije od 1892. godine. Predavao je u Klasičnoj gimnaziji u Zagrebu od 1892. do 1910. godine. Od 1917. godine je redoviti sveučilišni profesor. Bio je predstojnik Geografskog zavoda od 1922. do 1940. godine. Objavio je 50-ak djela iz fizičke geografije i antropogeografije, putopisa i popularne geografske članke, a pisao je pripovijetke, crtice, eseje, drame i životopise. U pripovijetke unosi regionalna obilježja. Napisao je povijesni roman Iz kobnih dana i životopis Augusta Šenoe Moj otac. Bio je suradnikom u izdanju knjige Emilija Laszowskoga, Povijest plem. općine Turopolja nekoć Zagrebačko polje zvane (također uz suradništvo Velimira Deželića starijega i Janka Barlea).
Preveo je s engleskoga na hrvatski jezik djelo Josepha Normana Lockyera, Astronomija ili nauka o zvijezdama (izd. Društvo sv. Jeronima, 1905.)

## Djela
Nepotpun popis djela:
- Kako vam drago!: komedija u 3 čina, Zagreb, 1893.
- Rijeka Kupa i njezino porječje, Rad JAZU, knj. 122, Zagreb, 1895.
- Ban Pavao, Zagreb, 1903.
- Exodus: pripovijest, Zagreb, 1904.
- Kvarnerske pripovijesti, Zagreb, 1912.
- Iz kobnih dana, Zagreb, 1914. (2. izd. Matica hrvatska, Zagreb, 1971.)
- Dijalozi i dramoleti, Zagreb, 1914.
- Pričanja seržana Jerka, Zagreb, 1921.
- Geografija Jugoslavije, Zagreb, 1921.
- Plitvička jezera, Zagreb, 1924. (serija Moja domovina, knjiga I)
- Moj otac, Zagreb, 1933.

### Posmrtno
- O Zagrebu koješta, Zagreb, 2001. (izabrao i za tisak priredio Branimir Donat)[9]
- Rijeka Kupa i njezino porječje (prijetisak iz 1895.), Zagreb, 2006.[10]

## Vanjske poveznice
- Bogner-Šaban, Antonija, Milan Šenoa – dramatičar // Dani Hvarskoga kazališta. Građa i rasprave o hrvatskoj književnosti i kazalištu, br. 1. (2001.), str. 250. – 281. (Hrčak)